# Nihon Hidankyō
Nihon Hidankyō (japanisch 日本被団協, amtlich 日本原水爆被害者団体協議会 Nihon gensuibaku higaisha dantai kyōgikai), englisch Japan Confederation of Atomic and Hydrogen Bomb Sufferers Organizations, ist eine japanische Friedensorganisation, die sich gegen die nukleare Aufrüstung in der Welt einsetzt. Sie versteht sich vor allem als einzige nationale Organisation für die Überlebenden der Atombombenabwürfe auf Hiroshima und Nagasaki zum Ende des Zweiten Weltkrieges, die als Hibakusha bezeichnet werden. Die Mitglieder stammen aus allen japanischen Präfekturen. Die Organisation ist Preisträgerin des Friedensnobelpreises 2024.

## Geschichte
Nihon Hidankyō wurde am 10. August 1956 von Senji Yamaguchi gegründet, mit dem Ziel, die Interessen der Betroffenen der Atombombenabwürfe zu vertreten. Yamaguchi selbst erlitt am 9. August 1945 als 14-jähriger Arbeiter in einer Waffenfabrik von Mitsubishi in Nagasaki starke Strahlenverbrennungen, die sein Gesicht bleibend entstellten; er starb 2013.
Zu den Zielen der Organisation gehören vor allem der Einsatz gegen einen nuklearen Krieg sowie die Vernichtung aller nuklearen Waffen und die Schaffung und Unterzeichnung eines internationalen Vertrages zur Ächtung von Atomwaffen. Außerdem fordert sie eine staatliche Entschädigung für die Opfer und Schäden der Atombombenabwürfe und begründet diese dadurch, dass der Staat sich am Weltkrieg beteiligt und damit die Schäden durch die Bombardierung zu verantworten hat. Schließlich fordert sie eine Sicherung des Schutzes und Unterstützung der Hibakusha, von denen damals noch mehr als 300.000 in Japan und viele weitere in Korea und anderen Teilen der Welt lebten. Für das Jahr 2024 wurde nach Erhebungen des japanischen Gesundheitsministeriums festgestellt, dass das Durchschnittsalter der lebenden Hibakusha 85,58 Jahre betrug und es sich im März 2024 um 106.825 in Japan lebende Personen handelte, die zum größten Teil in Hiroshima (51.275 Personen) und Nagasaki (25.966 Personen) lebten.

## Auszeichnungen
- 2003 Sean MacBride Peace Prize
- 2024 Friedensnobelpreis[4]